# Herbert Dawid
Herbert Dawid (* 1969) ist ein österreichischer Wirtschaftswissenschaftler und Professor für VWL, Wirtschaftstheorie und Computational Economics an der Universität Bielefeld.

## Leben
Nach dem Abschluss seines Studiums erlangte Dawid 1993 das Diplom (Dipl.-Ing.) in Wirtschaftsmathematik an der Technischen Universität Wien. 1995 promovierte er mit seiner Dissertation über „Genetic Learning in Economic Systems“, bevor er 1999 an der Universität Wien habilitierte.
In den Jahren 1993–2002 hatte Dawid verschiedene Positionen als wissenschaftlicher Mitarbeiter und als außerordentlicher Professor an der Universität Wien und als Associate Professor an der University of Southern California in Los Angeles inne. Seit 2003 ist er Professor an der Universität Bielefeld.
In seiner akademischen Laufbahn nahm er verschiedene Funktionen in der akademischen Verwaltung wahr. So war Dawid unter anderem von 2011 bis 2013 Dekan der Fakultät für Wirtschaftswissenschaften und von 2006 bis 2016 Mitglied des Senats der Universität Bielefeld. Seit 2018 ist er Mitglied des Hochschulrats der Universität.
Neben diesen Tätigkeiten war Dawid 2020–2022 Präsident der Society for Computational Economics und war und ist Mitglied in verschiedenen wissenschaftlichen Beiräten z. B. der ERC Advanced Grant Projekte EVOCLIM und CLIMGROW (Universitat Autònoma de Barcelona) oder des Complexity Lab in Economics (Katholische Universität vom Heiligen Herzen in Mailand). Er ist auch einer der Gründungsdirektoren des Centers for Uncertainty Studies an der Universität Bielefeld.
Dawid hat sich in besonderem Maß für die Weiterentwicklung einer strukturierten Graduiertenausbildung im Bereich der Wirtschaftswissenschaften, insbesondere auch im Rahmen von europäischen Kooperationen und Netzwerken engagiert. Er war Sprecher des Deutsch-französischen Graduiertenkollegs ‚Economic Behavior and Interaction Models (EBIM)‘ (2009–2015, gefördert durch die Deutsche Forschungsgemeinschaft), und Koordinator des ‚European Doctorate in Economics – Erasmus Mundus‘ (EDEEM, 2013–2019, gefördert durch die Europäische Kommission) sowie der im Rahmen von EU-H2020 geförderten Marie-Sklowoska Curie Innovative Training Networks Expectations and Social Influence Dynamics in Economics‘ (ExSIDE, 2017–2021) und Economic Policy in Complex Environments‘ (EPOC, 2021–2025). Seit 2009 ist Dawid Chairman der Bielefeld Graduate School of Economics and Management (BiGSEM).

## Forschung und Lehre
Die Forschungsschwerpunkte von Herbert Dawid liegen im Bereich der Analyse (komplexer) ökonomischer Dynamik, insbesondere im Kontext von Innovation und technologischem Wandel. Er untersucht dabei sowohl die Investitionsanreize von Unternehmen unter verschiedenen Typen von Unsicherheit als auch die emergenten dynamischen Phänomene, die sich aus der Interaktion von (heterogenen) Akteuren ergeben. Besonderen wissenschaftlichen Einfluss haben seine Beiträge im Bereich der Agenten-basierten Modellierung in den Wirtschaftswissenschaften, unter anderem auch die Entwicklung des Eurace@Unibi-Modells, das als eines der Standardmodelle im Bereich der Agenten-basierten Makroökonomik gilt. In seiner aktuellen Forschung beschäftigt sich Dawid intensiv mit ökonomischen Auswirkungen der Verbreitung von intelligenten Produkten und auf maschinellem Lernen basierenden Entscheidungsalgorithmen.
Für seine Arbeit erhielt Dawid 2001 den Fidgor-Preis für Rechts-, Sozial- und Wirtschaftswissenschaften der österreichischen Akademie der Wissenschaften. Neben zahlreichen anderen Herausgeberpositionen war Dawid von 2010 bis 2021 Co-Editor des Journal of Economic Dynamics and Control.

## Schriften (Auswahl)
- Dawid, H., Keoula, M.Y., Kopel, M. and P.M. Kort (2023), Dynamic Investment Strategies and Leadership in Product Innovation, European Journal of Operational Research, 306, 431–447.
- Dawid H. and G. Muehlheusser (2022), Smart Products: Liability, Timing of Market Introduction, and Investments in Product Safety, Journal of Economic Dynamics and Control, 134, 104288. 2022.
- Dawid, H., Harting P, van der Hoog S, and M. Neugart (2019), Heterogeneous Agent Macroeconomic Model for Policy Evaluation: Improving Transparency and Reproducibility, Journal of Evolutionary Economics, 29, 467–538.
- Dawid, H., Harting, P. and M. Neugart (2018), Cohesion Policy and Inequality Dynamics: Insights from a Heterogeneous Agents Macroeconomic Model, Journal of Economic Behavior and Organization, 150, 220–255.
- Dawid, H. and D. Delli Gatti: Agent-based Macroeconomics’, in Hommes, C. and Lebaron, B. (Eds.) Handbook of Computational Economics, Vol. 4 - Heterogeneous Agent Models, Elsevier, Amsterdam, 2018, S. 63–156.
- Dawid, H. and MacLeod, W.B. (2008), Hold-up and the Evolution of Investment and Bargaining Norms, in: Games and Economic Behavior, 62, 26–52.